# Marc Vangronsveld
Marc Vangronsveld (Genk, 12 april 1973) is een Belgisch voormalig voetballer die als linksachter speelde.

## Carrière

### KRC Genk
Vangronsveld speelde acht seizoenen voor KRC Genk. Hij won er twee maal de Beker van België en eenmaal het Kampioenschap.

### Sporting Charleroi
In het seizoen 2000/2001 kwam Vangronsveld 11 keer uit voor Charleroi, alvorens zijn carrière af te sluiten.(Bron? speelt nog bij verschillende andere ploegen erna)...

## Statistieken
| Seizoen | Club               | Land   | Competitie         | Wedstrijden | Doelpunten |
| ------- | ------------------ | ------ | ------------------ | ----------- | ---------- |
| 1992/00 | KRC Genk           | België | Jupiler Pro League | 157         | 1          |
| 2000/01 | Sporting Charleroi | België | Jupiler Pro League | 11          | 0          |